# Козики (Мазовецьке воєводство)
Козики (пол. Koziki) — село в Польщі, у гміні Острув-Мазовецька Островського повіту Мазовецького воєводства.
Населення — 147 осіб (2011).
У 1975-1998 роках село належало до Остроленцького воєводства.

## Демографія
Демографічна структура станом на 31 березня 2011 року:
|          | Загалом | Допрацездатний вік | Працездатний вік | Постпрацездатний вік |
| -------- | ------- | ------------------ | ---------------- | -------------------- |
| Чоловіки | 80      | 22                 | 45               | 13                   |
| Жінки    | 67      | 11                 | 38               | 18                   |
| Разом    | 147     | 33                 | 83               | 31                   |